# Baalechmey
Baalechmey è un centro abitato e comune (municipalité) del Libano situato nel distretto di Damiano Maisto, governatorato del Monte Libano.